# Tatort: Love is Pain
Love is Pain ist ein Fernsehfilm aus der Krimireihe Tatort, in dem das Team aus Dortmund ermittelt. Der vom WDR produzierte Beitrag ist die 1234. Tatort-Episode und wurde am 23. April 2023 im SRF, im ORF und im Ersten ausgestrahlt. Es ist der 24. Fall von Faber, der 12. von Jan Pawlak und der 6. von Rosa Herzog. 

## Handlung
Der Stadtbahnfahrer Hamza Arkadaş wird nachts von einem jungen Fahrgast niedergestochen. Der Täter zeigt vor einer Überwachungskamera offen sein Gesicht, aber die Aufnahmen helfen nicht weiter – der Fahrgast ist nicht polizeibekannt und der Staatsanwalt Matuschek will mit den Bildern noch nicht an die Öffentlichkeit gehen. Hauptkommissarin Herzog, der kommissarisch die Leitung der Mordkommission übertragen wurde, zieht eine weitere Polizeibeamtin, die Super-Recognizerin Beate Gräske hinzu, die mit ihrem fotografischen Gedächtnis Bilder von Überwachungskameras auswertet. Ein zweiter Mord geschieht. Schnell wird eine Verbindung zwischen den Opfern ausgemacht: Tom Heinrich war früher mit beiden befreundet. Da dieser seit sechs Jahren nach einem mutmaßlichen Unfall im Wachkoma liegt, kommt er als Täter jedoch nicht in Frage.
Nachdem der Täter mehrfach von Überwachungskameras erfasst wird und den Ermittlern nur knapp entkommen kann, wird er als Mike Majewski identifiziert. Majewski hatte eine homosexuelle Beziehung mit Tom Heinrich. Dieser wurde deshalb von seinen damaligen Freunden, den späteren Mordopfern, aus homophoben Motiven misshandelt und so unbeabsichtigt ins Koma gebracht. Tanja Zietmann, eine Freundin des Trios und Anwesende bei der Gewalttat gegen Tom, hatte den Freunden ein falsches Alibi gegeben. Sie wird als nächstes Opfer anvisiert, Faber und Pawlak können aber rechtzeitig eingreifen. Majewski wird schließlich an Toms Krankenbett gestellt und verhaftet.
In Nebenhandlungen wird das private Schicksal der Polizisten weitererzählt: Während Pawlak das Sorgerecht für seine Tochter vor Gericht an seine Schwiegermutter verliert, liefert Herzog ihre polizeilich gesuchte Mutter, die dringend medizinischer Hilfe bedarf, ihren Kollegen aus. Faber muss sich damit abfinden, dass Herzog bis auf Weiteres Leiterin der Mordkommission bleibt, zeigt sich ihr gegenüber aber kollegial und kooperativ.

## Hintergrund
Der Film wurde vom 3. Mai 2022 bis zum 3. Juni 2022 in Dortmund und Köln gedreht.
Am Ende des Films ist die Band Woods of Birnam mit dem gleichnamigen Song zu hören.

## Rezeption

### Kritiken
„Auch die abstrus erscheinenden Handlungsmomente bestechen meist, weil sie im Detail genau sind. […] Allerdings hält das Wimmelbild mit Wrack zum Ende hin nicht ganz den hohen Erwartungen stand, das es mit dem ambitionierten Kamerathema am Anfang geweckt hat […]. Beim neuen Dortmunder »Tatort« geht im Flackern der Kamerabilder, Träne unter dem Auge hin oder her, zwischenzeitlich schlicht der emotionale Fokus verloren.“

„Depressionen aus Dortmund.
Irgendwer hat bei „Love is pain“ die Kernidee des „Tatort“ vollends aus den Augen verloren. Der Part, für den die Leute einschalten, ist nicht das persönliche Blah-Blah-Blah des Kriminalkaders, sondern die Kriminalfälle. Doch statt mit einem unterhaltsamen, spannenden und/oder mysteriösen Kriminalfall aufzuwarten, verlieren sich Peter Faber und Co. in einem "Tatort" der Belanglosigkeit [...]. Alles hier hat die Halbwertszeit einer Folge „GZSZ“ – wie passend, dass „Love is pain“ Folge 1234 des „Tatorts“ ist.“

### Einschaltquoten
Bei der Erstausstrahlung von Tatort: Love is Pain am 23. April 2023 verfolgten in Deutschland insgesamt 8,87 Millionen Zuschauer die Filmhandlung, was einem Marktanteil von 29,7 Prozent für Das Erste entsprach. In der als Hauptzielgruppe für Fernsehwerbung deklarierten Altersgruppe von 14–49 Jahren erreichte Love is Pain 1,82 Millionen Zuschauer und damit einen Marktanteil von 26,9 Prozent in dieser Altersgruppe.